# 감쇠 (진동계)

ζ < 1인 저감쇠 스프링-질량 시스템(spring–mass system)

물리적 시스템에서 감쇠(damping, 제동, 충격완화)는 흩어지기(dissipation)에 의한 진동 시스템의 에너지 손실이다. 감쇠는 진동을 줄이거나 방지하는 효과가 있는 진동 시스템 내부 또는 진동 시스템에 대한 영향이다. 감쇠의 예로는 유체의 점성 감쇠(viscous damping. 점성 항력(viscous drag) 참조), 표면 마찰, 방사선(radiation), 전자 발진기(electronic oscillator)의 저항(resistance), 광 발진기(optical oscillator)의 빛 흡수 및 산란 등이 있다. 에너지 손실을 기반으로 하지 않는 감쇠는 생물학적 시스템 및 자전거(예: 현가장치(suspension))에서 발생하는 진동 시스템과 같은 다른 진동 시스템에서 중요할 수 있다. 감쇠는 시스템에 작용하는 일종의 흩어지기 힘(dissipative force)인 마찰과 혼동되어서는 안 된다. 마찰은 감쇠를 유발하거나 감쇠의 요인이 될 수 있다.

## 같이 보기
- 빈트케셀 효과 (Windkessel effect)
- 감쇠 (attenuation)
- 연속파